# Nakamichi Dragon
El Nakamichi Dragon es un reproductor de casetes de audio introducido por Nakamichi en 1982 y comercializado hasta 1994. Fue el primer modelo de Nakamichi con capacidad de reproducción bidireccional y el primer grabador de cinta de producción mundial con un sistema automático de corrección de acimut; esta característica, inventada por ingenieros de Philips y perfeccionada por Niro Nakamichi, ajusta continuamente el acimut del cabezal de reproducción para minimizar el desvío aparente del cabezal y reproducir correctamente la señal de agudos presente en la cinta. El sistema permite la reproducción precisa de casetes mecánicamente desalineados y grabaciones realizadas en equipos mal calibrados. Aparte del Dragon, sistemas similares solo se han utilizado en el reproductor de casetes para automóviles Nakamichi TD-1200 y en el reproductor de casetes Marantz SD-930.
En el momento de su lanzamiento, el Dragon tenía el lloro y trémolo (wow y flutter) más bajo jamás medido y el mayor rango dinámico registrado hasta entonces, superado solo marginalmente por el anterior producto insignia de Nakamichi, el 1000ZXL, en respuesta en frecuencia. Modelos competidores de Sony, Studer, Tandberg y TEAC, introducidos posteriormente en la década de 1980, a veces superaban al Dragon en calidad mecánica y conjunto de características, pero ninguno logró combinar de manera similar calidad de sonido, flexibilidad y avance tecnológico. A pesar de problemas inherentes de fiabilidad a largo plazo, el Dragon sigue siendo considerado el punto culminante de la tecnología del casete compacto.

## Desarrollo y producción

### Contexto
Philips presentó el casete compacto en 1963. Este nuevo formato estaba destinado principalmente a dictados y tenía defectos inherentes —una baja velocidad de cinta y un ancho de pista estrecho— que impedían competir directamente con los discos de vinilo y los magnetófonos de bobina abierta. La carcasa del casete estaba diseñada para alojar solo dos cabezales, lo que descartaba el uso de cabezales dedicados para grabación y reproducción y la monitorización directa desde la cinta, estándar en los grabadores de carrete a carrete. Sin embargo, en 1972, Nakamichi lanzó un reproductor de casetes que superó a la mayoría de los grabadores de carrete a carrete domésticos y semiprofesionales. Los reproductores de casetes comunes de esa época apenas alcanzaban 12 kHz en cinta férrica y 14 kHz en cinta de dióxido de cromo; el Nakamichi 1000 podía grabar y reproducir señales de hasta 20 kHz en ambos tipos de cinta. Fue el primer reproductor de casetes con tres cabezales, el primero con cabezales de grabación y reproducción discretos (mecánica, magnética y eléctricamente separados), accionamiento de doble cabrestante de bucle cerrado, monitorización desde la cinta, calibración de niveles de grabación y polarización, y un ajuste manual conveniente del acimut del cabezal de reproducción.
Mientras sus competidores luchaban por igualar el rendimiento del 1000, Nakamichi continuó investigando y en 1981 presentó su siguiente buque insignia, el 1000ZXL. Este nuevo equipo tenía un rango dinámico ligeramente más estrecho y un wow y flutter algo mayor que algunos competidores, pero los superaba en respuesta de frecuencia y baja distorsión de grabación, siendo elogiado por su musicalidad subjetiva. Su precio de US$3800 era demasiado alto para el mercado de consumo; la versión mejorada «oro», valorada en $6,000, se convirtió en el reproductor de casetes más caro de la historia. Era un modelo halo, un medio para vender los numerosos equipos más económicos de la compañía. Aunque Nakamichi lanzó varios modelos con funcionalidades experimentales, en general, su enfoque de diseño era conservador. Todos los modelos por debajo de las series 1000 y 700 seguían el mismo diseño general y usaban el mismo transporte de cinta de doble cabrestante introducido en 1978. Nakamichi se abstuvo consistentemente de copiar las últimas soluciones y características de sus competidores, rechazó emplear polarización adaptativa y Dolby S (reductor de ruidos), y no fabricó reproductores autoreversibles hasta la introducción del Dragon. La autoreversión era deseable, pero los transportes de cinta autoreversibles bidireccionales de los años 70 sufrían de inestabilidad inherente en el acimut del cabezal, lo que causaba una pérdida irrecuperable de agudos. Este problema debía resolverse antes de intentar construir un reproductor autoreversible de alta fidelidad.

### Problema del acimut
En grabación magnética, «acimut» se refiere a la orientación del espacio magnético —una ranura vertical estrecha que abarca la altura de la pista— respecto a la dirección de desplazamiento de la cinta. El «acimut absoluto», el ángulo entre el espacio y la dirección de la cinta, debe ser exactamente de noventa grados para una reproducción correcta de las señales de agudos. En la práctica, el objetivo principal es perfeccionar el «acimut relativo» —el ángulo entre los espacios magnéticos de grabación y reproducción—, que debe ser lo más bajo posible. Un reproductor de dos cabezales, en teoría, tiene un acimut relativo cero en un momento dado, pero a largo plazo su acimut absoluto se desvía de los noventa grados. Esta ventaja desaparece cuando un reproductor de dos cabezales reproduce cintas grabadas en equipos con un error de acimut absoluto desconocido.
Los errores de acimut, o desvío de la cinta, afectan mucho más a los reproductores de casetes que a los grabadores de carrete a carrete que operan a velocidades más altas. Un reproductor de casetes que promete una respuesta de frecuencia de hasta 20 kHz debe tener un error de acimut inferior a 6' (minutos de arco). Por encima de este umbral, las pérdidas en la respuesta de alta frecuencia aumentan drásticamente; a 20', el cabezal es prácticamente incapaz de reproducir agudos. Estas pérdidas no pueden corregirse con filtros analógicos convencionales. Otro inconveniente inherente de los casetes es la inestabilidad del posicionamiento de la cinta respecto al mecanismo. La dirección de desplazamiento de la cinta a menudo se desvía del plano de referencia del equipo. A veces, un casete se reproduce aceptablemente en una dirección pero no en la otra; otras veces, el error de acimut varía audiblemente durante la reproducción. Las mejoras mecánicas en el transporte de cinta no pueden solucionar este problema, ya que proviene de defectos menores y desgaste de la carcasa del casete.
Los transportes de cinta bidireccionales autoreversibles son particularmente propensos a errores de acimut. Los transportes simples que usan cabezales de reproducción fijos de cuatro pistas —el estándar de la industria para automóviles y estéreos portátiles— solo pueden alinearse correctamente en una dirección, dejando la otra vulnerable a errores aleatorios impredecibles. Los transportes con ensamblajes giratorios de dos cabezales solían equiparse con tornillos de alineación independientes para las direcciones de avance y retroceso. Sin embargo, la rotación somete a los cabezales a tensiones mecánicas que rápidamente causan errores de acimut audibles. Los ensamblajes giratorios no pueden alojar cabezales separados de grabación y reproducción; este inconveniente limita la fidelidad y descarta la monitorización desde la cinta y la funcionalidad de calibración. La tercera alternativa, más flexible, son los transportes unidireccionales que invierten las cintas girando físicamente el casete. Philips y Akai probaron este enfoque a principios de los 70 y fue abandonado hasta la introducción de los reproductores Nakamichi UDAR (Unidirectional Auto Reverse) en 1984.

### Búsqueda de una solución
En 1976, John Jenkins de International Tapetronics inventó un novedoso sistema de corrección de acimut para grabadores de estudio multipista. Las dos pistas externas del grabador de Jenkins estaban reservadas para una señal de onda senoidal de referencia. Con cabezales correctamente alineados, dos ondas senoidales grabadas en fase deberían reproducirse en fase. Si el cabezal de reproducción está desalineado, las ondas de salida diferirán en fase. Un motor de corriente continua controlado por un regulador servo ajusta continuamente el acimut del cabezal de reproducción para minimizar la diferencia entre ambas señales. Así, según Jenkins, su grabador podía compensar cualquier tipo de desvío de acimut en la reproducción.
En 1978, Albert Rijckaert y Edmond de Niet de Philips patentaron un método de corrección de acimut que no requería pistas de referencia dedicadas y podía adaptarse a cualquier formato de grabación existente. Los inventores propusieron dividir cada canal del cabezal de reproducción en dos subcanales de media anchura; un subsistema magnético leería la mitad superior de la pista y otro la mitad inferior, y la diferencia entre sus salidas constituiría la señal de error. El sistema funcionaría si la señal grabada tuviera suficiente contenido de agudos; no sería fiable con grabaciones con poco contenido de agudos y no funcionaría con cintas en blanco. Un año después, Rijckaert y de Niet patentaron un sistema completo de control de acimut. Su servomecanismo usaba un transductor piezoeléctrico y operaba de manera similar al dispositivo descrito en la patente de Jenkins.
Un diseño práctico y listo para producción del cabezal Rijckaert – de Niet para reproductores de casetes fue patentado por Niro Nakamichi en noviembre de 1981. Incorporar dos subcanales de reproducción en 0,6 mm de una pista de casete fue una tarea desafiante; según la patente, cada uno de los dos núcleos debía estar compuesto por pilas de laminación de 0,2 mm (0 plg) y 0,4 mm (0 plg) de grosor; los devanados debían ocultarse en ranuras estrechas cortadas en los lados de las pilas más gruesas. El sistema servo patentado, pronto comercializado como Nakamichi Auto Azimuth Correction (NAAC), analizaba solo señales de agudos en el rango de 2–8 kHz; la zona muerta del circuito de control se establecía con un simple limitador de diodo. El servomecanismo era accionado por un motor eléctrico y usaba un complejo tren de engranajes que terminaba en una cuña que empujaba el cabezal de reproducción pivotante.
A diferencia del sistema Rijckaert – de Niet, el NAAC analizaba solo el canal interno (derecho) de una cinta estéreo. El canal externo (izquierdo) debía reproducirse con un sistema magnético convencional de pista completa. Según Nakamichi, el canal izquierdo de una cinta de casete es más propenso a caídas y desgaste, y no debería usarse para extraer información de acimut; como beneficio adicional, un bucle de control simplificado solo debía manejar una señal de error. Un cabezal unidireccional con detección de acimut emplearía tres subsistemas magnéticos —uno de pista completa y dos de media pista—, mientras que un cabezal NAAC bidireccional emplearía seis. La grabación bidireccional no era una opción porque un cabezal de reproducción fijo y pivotante requeriría dos cabezales de borrado y dos de grabación —demasiados para el espacio limitado de la guía de cinta del casete. Niro Nakamichi y Kozo Kobayashi, diseñador principal del Dragon, optaron por una configuración convencional de tres cabezales con grabación solo unidireccional.

### Lanzamiento
El Nakamichi Dragon, el primer reproductor de casetes de producción basado en las invenciones de Rijckaert – de Niet y Niro Nakamichi, se lanzó en Norteamérica en noviembre de 1982. Con un precio de US$1,850, reemplazó al mucho más caro y ya discontinuado Nakamichi 1000ZXL como el modelo insignia de la compañía. El nombre Dragon rompió con la tradición de Nakamichi de usar códigos numéricos simples y fue acuñado por el fundador de la compañía, Etsuro Nakamichi, quien falleció en el mismo mes.
El equipo fue bien recibido por la prensa, superando ampliamente a la competencia. Se convirtió en la nueva referencia contra la cual se juzgaba toda la competencia y mantuvo ese estatus hasta el fin de su producción. Productos competidores apodados «matadragones» de finales de los 80, como el Revox B215, el Tandberg 3014 o los modelos insignia de TEAC, superaron al Dragon en calidad mecánica o funcionalidad, pero ninguno pudo vencerlo en conjunto. La combinación de calidad de sonido, conjunto de funciones y tecnología alcanzada por Nakamichi en 1982 permaneció como el ápice de la industria de reproductores de casetes.
El único otro reproductor con corrección automática de acimut fue lanzado en 1983 por Marantz, entonces una filial japonesa de Philips. El Marantz SD-930 tenía un transporte de cinta unidireccional de tres cabezales, un cabezal de reproducción estéreo con detección de acimut con cuatro subsistemas magnéticos y el servomecanismo propietario Marantz Auto Azimuth Correction (MAAC) con un actuador piezoeléctrico. Se fabricó por poco tiempo en pequeñas cantidades y permaneció casi desconocido para la comunidad audiófila y la prensa. En 1985, fue examinado y probado por la revista alemana Audio, que lo clasificó como el peor de ocho productos competidores.

### Últimos años
En 1985, Nakamichi intentó convertir la marca Dragon en una submarca premium y lanzó el tocadiscos Nakamichi Dragon-CT, pero no siguieron más reproductores de casetes con el nombre Dragon al modelo original. La fabricación y el servicio posventa de cabezales y transportes con detección de acimut eran demasiado costosos y difíciles, incluso para la empresa que los inventó. Tras el Dragon, Nakamichi lanzó solo un modelo equipado con NAAC, el estéreo para automóviles TD-1200. La línea «junior» de reproductores autoreversibles de Nakamichi, lanzada entre 1983 y 1985, usaba transportes unidireccionales que giraban físicamente el casete pero carecían de corrección de acimut. El Nakamichi CR-7 de 1986, un nuevo modelo insignia fabricado junto al Dragon, tenía un transporte unidireccional con controles manuales de acimut.
Para 1988, el desarrollo de reproductores de casetes de alta gama había terminado. Estos modelos eran una concesión a un pequeño grupo de entusiastas, demasiado pocos para generar ganancias. Su valor como impulsores halo para vender reproductores de bajo costo se erosionó rápidamente con la difusión de tecnologías digitales. Cualquier mejora adicional en equipos de cinta analógica, si era posible, requería una inversión significativa en investigación, pero para entonces los recursos corporativos ya estaban comprometidos con lo digital. En 1990, Nakamichi subcontrató la fabricación de transportes a Sankyo y discontinuó todos los modelos basados en sus propios transportes unidireccionales.
A pesar de todos los contratiempos, el Dragon original permaneció en producción hasta 1993 y las ventas en Japón continuaron al menos hasta 1994. La cantidad de Dragons fabricados no se ha revelado, pero considerando los once años de producción y la red de ventas mundial, fue muy grande para un producto halo. Para 1996, el aumento de los costos laborales en Japón y un mercado en declive obligaron a Nakamichi a cerrar la producción de reproductores de casetes. La compañía cometió el error de centrarse completamente en Cinta de Audio Digital, que no logró una presencia significativa en el mercado, y en 1997 la familia Nakamichi vendió el negocio agonizante a Grande Holdings.

## Características de diseño

### Apariencia y ergonomía
El panel frontal del Dragon, derivado de los modelos ZX-7 y ZX-9, se diferencia en la disposición de los controles secundarios y el medidor de nivel de grabación. Los botones de transporte y calibración del Dragon, de gran tamaño, están dispuestos en filas como escamas de dragón y adquirieron un perfil tridimensional. Tiene un panel de calibración bien desarrollado y un atenuador automático, pero su conjunto de funciones es mínimo, asumiendo una operación completamente manual. La selección de cinta es manual con ajustes independientes para polarización y ecualización (EQ); esto permite grabar en cintas Tipo II y Tipo IV con una constante de tiempo de 120 μs. Los revisores calificaron positivamente la ergonomía del Dragon, pero señalaron varios inconvenientes menores. Dijeron que la ventana profunda del compartimento del casete es demasiado pequeña; los botones del lado derecho —incluidos los interruptores de reducción de ruido y EQ— son demasiado pequeños y difíciles de leer, pero fáciles de presionar accidentalmente. La resolución del medidor LED, como en todas las pantallas segmentadas, es demasiado gruesa para ajustes precisos. Nakamichi mantuvo su tradición de usar nombres crípticos para tipos de cinta estándar (EX, SX y ZX para Tipos I, II y IV, respectivamente).
La calibración del canal de grabación se realiza por separado para los canales izquierdo y derecho en una secuencia similar a la de los ZX-7 y ZX-9, excepto que en el Dragon, el acimut relativo óptimo lo establece automáticamente el NAAC. Una vez que el NAAC alcanza el equilibrio, lo que toma hasta 15 segundos, el usuario alinea la ganancia del canal de grabación («nivel») para coincidir con la sensibilidad de la cinta usando un tono de prueba de 400 Hz. Luego, el usuario ajusta la polarización usando un tono de prueba de 15 kHz. Los revisores notaron que la calibración manual del Dragon era tan buena como los sistemas automáticos de sus competidores. El proceso manual toma más tiempo, pero permite controlar la respuesta de frecuencia según el gusto del usuario. Sin embargo, la calibración no puede remediar las fallas de cintas férricas de baja calidad, que según Robertson «serían malas elecciones para el Dragon de todos modos».

### Transporte de cinta
Los diseñadores de Nakamichi siempre siguieron la filosofía: «rendimiento primero, conveniencia después». Esto los llevó a adoptar un diseño de tres cabezales discretos con cabezales de grabación y reproducción ajustables independientemente, mientras el resto de la industria usaba ensamblajes de cabezales unidos. Luego crearon un robusto transporte de cinta de doble cabrestante de «resonancia difusa» y el elevador de almohadilla de presión de Nakamichi —una pequeña mejora que redujo significativamente el flutter de roce y el ruido de modulación. Otra innovación en el Dragon fue el accionamiento directo de ambos cabrestantes usando motores de corriente continua sin escobillas y de baja ondulación. Los cabrestantes tradicionalmente tenían diámetros desiguales y masas de volante diferentes. Las velocidades de los cabrestantes controlados por cuarzo estaban separadas para asegurar que el cabrestante trasero (frenado) siempre estuviera un 0.2% por detrás del cabrestante delantero, en modo avance o reversa, para tensar adecuadamente la cinta y aislarla de la carcasa del casete. Un tercer motor giraba ambos carretes de cinta, un cuarto motor accionaba el servo NAAC, y un quinto elevaba y bajaba suavemente el ensamblaje de cabezales en lugar del habitual solenoide. Ambos rodillos de presión estaban encerrados en bloques guía de cinta envolventes; los reproductores unidireccionales comunes con transportes de doble cabrestante solo tenían un bloque de este tipo. Un beneficio adicional del complejo arreglo de cinco motores del Dragon fue que el transporte, excepto el contador de cinta, no usaba correas ni resorte.
Los cabezales discretos del Dragon —mecánica, eléctrica y magnéticamente independientes— estaban clasificados para 10,000 horas de reproducción o grabación. Para evitar la formación temprana de una ranura de desgaste, que suele dañar el canal izquierdo, los cabezales estaban pre-ranurados en los bordes de la cinta, una característica estándar en grabadores de estudio de carrete a carrete que nunca se había usado en reproductores de casetes. Los núcleos de los cabezales de grabación y reproducción estaban hechos de «crystalloy» de Nakamichi, y el cabezal de borrado de doble espacio usaba un núcleo de ferrita y sendust. El cabezal de grabación de dos pistas tiene un espacio de 3.5 μm y el cabezal de reproducción de cuatro pistas y seis canales tiene un espacio de 0.6 μm; teóricamente, este último permite la reproducción de frecuencias de hasta 40 kHz.
La corrección automática de acimut de Nakamichi (NAAC) opera continuamente en modo de reproducción o grabación y puede corregir errores de acimut de hasta 12 minutos de arco. El NAAC no tiene memoria: cada expulsión de cinta y cada cambio de dirección de reproducción borra la configuración actual y devuelve el cabezal de reproducción a su posición predeterminada. El sistema se reactiva inmediatamente al presionar el botón de reproducción. El cabezal permanece estacionario si el error de acimut detectado está dentro de los límites de la deadband; valores más altos activan el servomecanismo. Cuando la señal grabada tiene suficiente contenido, la alineación del cabezal con una precisión de 1 minuto de arco toma de 1 a 5 segundos y suele pasar desapercibida para el oyente. Si la señal grabada tiene muy poca energía de alta frecuencia, el sistema detecta incertidumbre y se ralentiza o no se activa. El NAAC no es completamente infalible; puede confundirse con señales ultrasónicas inusualmente fuertes y barridos de frecuencia de audio muy rápidos. Estas señales no musicales y poco naturales causan «algo de búsqueda» mientras el NAAC intenta rastrear un objetivo inexistente o que cambia rápidamente.

### Ruta de la señal de audio
La ruta de audio de reproducción del Dragon tiene seis amplificadores de cabezal idénticos; dos para la dirección de avance, dos para la inversa y dos para el canal de control NAAC —uno para cada dirección. Cada amplificador de cabezal es un filtro activo que usa una etapa frontal discreta de JFET acoplada por CA a un amplificador operacional (op amp) en configuración inversora. Fue la primera vez que Nakamichi usó amplificadores operacionales en lugar de transistores discretos en amplificadores de cabezal. Sus redes de retroalimentación dan forma a las partes de baja y media frecuencia de la curva de ecualización IEC, y aproximan crudamente su parte de agudos. La señal pasa luego por interruptores CMOS que seleccionan los canales de avance o reversa y se dirige a circuitos integrados de reducción de ruido, donde se completa la ecualización de agudos a 120 μs o 70 μs. El compresor Dolby B/C es un verdadero «doble Dolby» de compansión con dos IC NE652 en la ruta de reproducción y dos más en la de grabación. Un arreglo similar, excluyendo las funciones de reproducción bidireccional, se usó más tarde en el Nakamichi CR-7. La ruta de grabación del Dragon, típica de los modelos de gama alta de Nakamichi, tiene ajuste analógico individual de polarización y no incluye Dolby HX Pro ni ningún tipo de polarización dinámica.

## Recepción y reseñas

### Mediciones independientes
El lloro y trémolo (wow y flutter) anunciado por Nakamichi —0.019% RMS ponderado y 0.04% pico ponderado— era el doble de bajo que el del Nakamichi 1000ZXL y, por un tiempo, el más bajo del mercado. Pruebas independientes confirmaron las cifras del fabricante; según Stereo Review, los resultados reflejaban el rendimiento del equipo que grabó la cinta de prueba todavía mejor que los datos declarados por el fabricante del Dragon. A finales de los años 1980, ASC, Onkyo, Studer y TEAC alcanzaron niveles similares de wow y flutter, pero el logro del Dragon seguía siendo el mejor de la industria. La estabilidad de la velocidad a largo plazo del Dragon era ejemplar, pero típica de los transportes controlados por cuarzo. El error de velocidad absoluto del Dragon (+0.2 a +0.5%) era común en la industria y no presentaba efectos audibles.
Según las mediciones de Stereo Review, el rango dinámico del Dragon para cintas Tipo I, II y IV era de 54, 56.5 y 59 decibelios (dB), respectivamente. Estas eran cifras récord para máquinas de casetes, superando al Tandberg 3014 y al Revox B215 en pruebas comparativas por 4-5 dB. La ruta de audio de reproducción del Dragon generaba mucho menos ruido de agudos; el siseo de la cinta reproducido con el Dragon parecía subjetivamente más silencioso y eufónico. Los niveles máximos de salida (MOL) del Dragon también eran los mejores de su clase, ligeramente superiores a los del Tandberg y casi 4 dB mejores que los del Revox.
El límite inferior de la respuesta de frecuencia del Dragon, medido dentro de ±3 dB, se extiende de 11 a 12 Hz. Nakamichi afirmó que la forma especial de sus cabezales reducía significativamente el efecto contorno, suprimiendo eficazmente la resonancia de punta de polo de baja frecuencia. Esto solo es cierto para el cabezal de reproducción. La respuesta de frecuencia combinada de grabación y reproducción, según probadores independientes, muestra un patrón resonante en forma de peine. El pico o «bulto de cabezal» más bajo y prominente, alrededor de 15 Hz, puede suprimirse con un filtro subsónico desactivable por el usuario.
El límite superior para señales de bajo nivel (-20 dB) se extiende de 22 a 24 kHz según el tipo de cinta. Esto es mucho menor que el récord establecido por el Nakamichi 1000ZXL (26 a 28 kHz) y es típico de todos los modelos insignia de los 80. La importancia de este parámetro fue a menudo exagerada por los entusiastas del hi-fi; los profesionales no lo consideraban crucial porque cualquier equipo profesional superaba fácilmente los 20 kHz. Más importante era la respuesta de frecuencia a alto nivel, limitada principalmente por la cinta y la interacción cinta-cabezal. Aquí, el Dragon mostró un rendimiento muy bueno, ligeramente mejor que el Tandberg y significativamente mejor que el Revox con cintas Tipo I y IV (pero no Tipo II).

### Controversia sobre la ecualización
Los revisores que examinaron la respuesta de frecuencia del Dragon notaron un comportamiento anormal en los agudos superiores. El Dragon reproducía cintas de prueba con un realce de agudos prominente, alcanzando +4 dB a 18 kHz. Esto iluminaría audiblemente la música grabada en equipos estándar. Noel Keywood escribió que la brillantez del Dragon beneficiaría a la mayoría de las cintas grabadas en equipos inferiores, pero podría ser molesta o desagradable a veces.
El realce de agudos de los reproductores de casetes de Nakamichi era bien conocido por la prensa antes del Dragon; se discutió en revistas estadounidenses en 1981 y 1982. La raíz del problema estaba en el lenguaje del estándar IEC promulgado en 1978, basado en la especificación Philips de 1963, ya obsoleta. El estándar se escribió en términos de flujo magnético remanente grabado en la cinta. El flujo, métrica principal de las señales grabadas, no puede medirse directamente; solo puede captarse con un cabezal magnético, que convierte el débil campo magnético en corriente eléctrica, perdiendo algo de energía en el proceso. Las pérdidas del cabezal de reproducción aumentan con la frecuencia y no suelen calcularse de manera fiable debido a la complejidad de los fenómenos subyacentes.
Para facilitar las cosas a la industria, el IEC permitió tácitamente a los fabricantes usar la salida del cabezal de reproducción de referencia IEC como medida definitiva de la señal grabada. Las pérdidas en el cabezal de referencia debían compensarse con un realce de agudos recíproco durante la grabación. Este arreglo se convirtió en norma en la industria, pero nunca se formalizó adecuadamente. Para 1981, las mejoras en la tecnología de cabezales hicieron obsoleto el cabezal de referencia IEC; los nuevos cabezales de reproducción de gama alta tenían pérdidas de agudos mucho menores y no necesitaban tanto preénfasis. Sin embargo, las cintas de prueba seguían haciéndose para adaptarse al viejo cabezal de referencia. En general, la producción de cintas de prueba estaba en desorden, lo que empeoraba los problemas de compatibilidad. Las cintas de calibración clásicas de Philips eran tecnológicamente obsoletas y las muestras eran inconsistentes. Las nuevas cintas TDK eran aún menos consistentes y diferían de las de Philips, mientras que las de TEAC diferían de ambas. Todas las cintas de prueba se grababan con pre-énfasis indocumentado y con un acimut ligeramente diferente.
Nakamichi nunca adoptó la convención informal de la industria, sino que siguió literalmente los estándares Philips e IEC, insistiendo en que las pérdidas del cabezal de reproducción debían compensarse en la cadena de reproducción. El pre-énfasis en la cadena de grabación solo debía compensar las pérdidas de grabación; según Nakamichi, cualquier otra cosa era inaceptable. La compañía afirmó que estimar las pérdidas de agudos en cabezales bien diseñados no presentaba problemas. Como resultado, las cadenas de grabación y cintas de calibración de Nakamichi eran consistentemente más apagadas que las de la competencia, y sus cadenas de reproducción eran consistentemente más brillantes. Esta diferencia se desvanecía gradualmente a medida que los competidores mejoraban sus propios cabezales de reproducción y adoptaban tácitamente el enfoque de Nakamichi. BASF, un actor principal en la IEC y fabricante de cintas de referencia Tipo I y II, respaldó a Nakamichi con una declaración diciendo que, a diciembre de 1981, los equipos de Nakamichi eran totalmente compatibles con las cintas de referencia fabricadas por BASF.

### Calificaciones generales

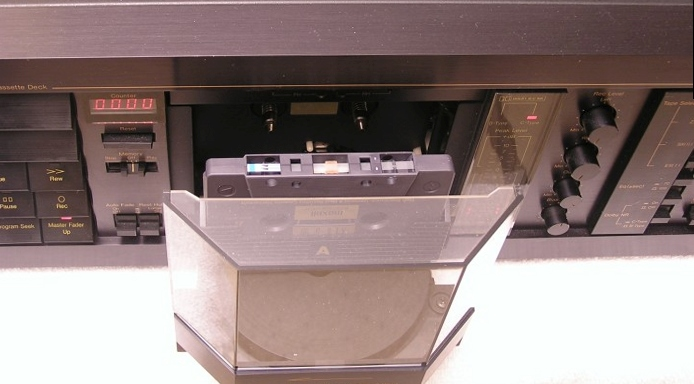
La siguiente generación de reproductores autoreversibles de Nakamichi, introducida en 1984, usaba transportes unidireccionales que giraban el casete, en lugar de invertir la dirección.

A lo largo de los años 80, las revistas de alta fidelidad calificaron al Nakamichi Dragon como el mejor reproductor de casetes que habían probado. En pruebas comparativas de Audio (Alemania Occidental, 1985) y Stereo Review (Estados Unidos, 1988), solo el Revox B215 igualó al Dragon en calidad de sonido. El Revox superó al Dragon en aspectos mecánicos y probablemente en durabilidad a largo plazo, pero carecía de autoreversión, ajuste automático de acimut y la versatilidad de la calibración manual. Los modelos insignia de ASC, Harman Kardon, Onkyo, Tandberg y TEAC, y el Marantz SD-930 con corrección de acimut, eran claramente inferiores al Dragon. El estatus del Dragon como el mejor equipo de Nakamichi es debatible. Según Paul Wilkins de Bowers & Wilkins —distribuidor y proveedor de servicios de Nakamichi a largo plazo—, el 1000ZXL es el modelo más complicado y raro, mientras que el CR-7, más económico, iguala al Dragon en calidad de sonido pero carece de funciones autoreversibles y de corrección automática de acimut.
Estas funciones, particularmente la corrección automática de acimut, cambiaron el mercado a favor del Dragon. No era solo otra máquina de grabación de precisión; era un reproductor que podía adaptarse a casi cualquier casete grabado en casi cualquier otro equipo. Esto atrajo a compradores adinerados yuppie y consolidó la reputación del Dragon como un símbolo de estatus deseable. A fines de los 90, tras la quiebra de Nakamichi, sus productos adquirieron estatus de culto. Barry Wilson de Stereophile comparó a Nakamichi con el estatus de Harley-Davidson entre motociclistas y la Gibson Les Paul entre guitarristas. Los amplificadores McIntosh y los tocadiscos Linn eran igual de deseables, pero el número de propietarios leales de Nakamichi superaba a ambos. Las cifras de ventas mundiales del Dragon son desconocidas, pero se vendieron alrededor de 130,000 equipos Nakamichi solo en el Reino Unido. Para 1998, los fans de Nakamichi ya habían formado comunidades vibrantes en internet; su actividad en línea difundió y reforzó la creencia en la «legendaria calidez de Nakamichi». El Dragon fue venerado como «el Santo Grial de lo que podía lograrse a 17⁄8» —la velocidad de cinta del casete.
En el siglo XXI, la reputación del Dragon ha sido reforzada por coleccionistas, comerciantes en internet y unos pocos técnicos de reparación. Los críticos dicen que la leyenda del Dragon no ha resistido la prueba del tiempo. El complejo transporte de cinco motores, alguna vez aclamado como «una obra maestra de ingeniería» y un «tour de force de ingeniería», no era tan robusto como los transportes unidireccionales más simples. Los Dragons vendidos en subastas en línea necesitan reparaciones extensas; el número de técnicos de servicio de Nakamichi está disminuyendo y las piezas deben rescatarse de Dragons no funcionales. El costo de una revisión completa en 2014 era comparable al precio de un equipo nuevo en los 90.

### Reseñas y pruebas comparativas
- Berger, I. (1982). «The World's Most Expensive Cassette Deck» [El reproductor de casetes más caro del mundo]. Audio (EE.UU.) (en inglés) (septiembre): 42-43.
- Eisenberg, Norman; Feldman, Len (1981). «Nakamichi 1000 ZXL Cassette Recorder». Modern Recording and Music (EE.UU.) (en inglés) 6 (9): 69-75.
- Feldman, Len (1983). «Nakamichi Dragon Cassette Deck». Modern Recording and Music (EE.UU.) (en inglés) (abril): 46-53.
- Feldman, Len (1986). «The Revox B215 — An Elegant Cassette Deck From Swiss Craftsmen» [El Revox B215 — Un elegante reproductor de casetes de artesanos suizos]. Modern Electronics (en inglés) (junio): 15-20.
- Keywood, Noel (1986). «Nakamichi Dragon». Hi-Fi Choice (Reino Unido) (en inglés) 47.
- Keywood, Noel (1987a). «Nakamichi Dragon». Hi-Fi Review Buying Guide (Reino Unido) (en inglés): 72.
- Keywood, Noel (1987b). «Nakamichi CR-7». Hi-Fi Review Buying Guide (Reino Unido) (en inglés): 70-71.
- Roberson, Howard (1983). «Nakamichi Dragon Cassette Deck». Audio (EE.UU.) (en inglés) (mayo): 66-70.
- Roberson, Howard (1982). «Nakamichi ZX-7 Cassette Deck». Audio (EE.UU.) (en inglés) (mayo): 54-57.
- Stark, Craig (1983). «Nakamichi Dragon Cassette Deck». Stereo Review (EE.UU.) (en inglés) (abril): 38-40.
- Stark, Craig (1984b). «Nakamichi Dragon». Stereo Review Tape Recording and Buying Guide (EE.UU.) (en inglés): 40-42.
- Stark, Craig (1988). «5 Top Tape Decks» [Los mejores reproductores de cinta]. Stereo Review (EE.UU.) (en inglés) (marzo): 52-58.
- Feld, Wolfgang (1985). «Alle mal herhören. Vergleichsest: acht Rekorder von 2000 bis 4500 Mark» [Todos a escuchar. Prueba comparativa: ocho grabadores de 2000 a 4500 marcos]. Audio (Alemania) (en alemán) (junio): 78-84.

### Publicaciones de Nakamichi
- Nakamichi Dragon Auto-Reverse Cassette Deck (folleto publicitario) (en inglés). Nakamichi Corporation. 1982.
- Nakamichi Dragon Auto-Reverse Cassette Deck. Owner's Manual [Nakamichi Dragon Auto-Reverse Cassette Deck. Manual del propietario] (en inglés). Nakamichi Corporation. 1982.
- Nakamichi Dragon Auto-Reverse Cassette Deck. Service Manual [Nakamichi Dragon Auto-Reverse Cassette Deck. Manual de servicio] (en inglés). Nakamichi Corporation. 1982.
- Nakamichi Cassette Equalization: The Standard View (en inglés). Nakamichi. 1982. Una colección de reimpresiones de la prensa y declaraciones originales de personal de Nakamichi y BASF:
  - «Playback Equalisation» [Ecualización de reproducción]. Boletín Técnico Nakamichi (en inglés) (2). 1981.
  - Foster, Ed (1981). «Cassette equalization: the standard view» [Ecualización de casetes: la visión estándar]. Audio Video International (Japón - EE.UU.) (en inglés) (diciembre).
  - Long, Robert (1982). «The High Price of Progress» [El alto precio del progreso]. High Fidelity (EE.UU.) (en inglés) (febrero).
  - Ohba, Ken (1982). «Talk Back: The Flux in the Crux» [Respuesta: El flujo en el meollo]. Modern Recording and Music (EE.UU.) (en inglés) (enero).
  - O'Kelly, Terence (1981). «Letter to the editor of Modern Recording and Music» [Carta al editor de Modern Recording and Music]. Nakamichi Cassette Equalization: The Standard View (en inglés). Nakamichi.
- Nakamichi CR-7A Discrete Head Cassette Deck (folleto publicitario) (en inglés). Nakamichi Corporation. 1986.
- Nakamichi CR-7A / CR-5A / CR-7 / CR-5 Discrete Head Cassette Deck. Owner's Manual [Nakamichi CR-7A / CR-5A / CR-7 / CR-5 Discrete Head Cassette Deck. Manual del propietario] (en inglés). Nakamichi Corporation. 1986.
- Nakamichi CR-7A / CR-5A / CR-7 / CR-5 Discrete Head Cassette Deck. Service Manual [Nakamichi CR-7A / CR-5A / CR-7 / CR-5 Discrete Head Cassette Deck. Manual de servicio] (en inglés). Nakamichi Corporation. 1986.

- Datos: Q64031545
- Multimedia: Nakamichi Dragon cassette deck / Q64031545